# Соцгород завода имени Чкалова
Соцгород завода имени Чкалова — жилой микрорайон в Дзержинском районе Новосибирска, построенный в 1930—1940 гг.

## История
Строительство соцгорода началось одновременно с постройкой завода горного оборудования, впоследствии перепрофилированного в авиазавод. Сооружением жилого посёлка руководил А. Ф. Табатчиков. Жилые корпуса строились по проекту К. Е. Осипова и А. В. Баранского. Общее руководство по проектированию и «оформлению» жилых корпусов велось К. Е. Осиповым и Б. А. Биткиным.
На улице Республиканской в 1932 году были возведены дома № 1, № 3, № 5, № 7 и № 9 и в 1936 — № 11.
В 1932 году на Трикотажной улице сооружены дома № 49 и № 49а.
На улице Авиастроителей с 1933 по 1941 были построены следующие здания: № 2а (1933), № 2 и № 3 (1936), № 6 и № 6а (1937), № 4 (1938), № 5 и № 7 (1940), № 8 (1941).
В 1938 г. на территории соцгорода были открыты 4 магазина: мясной, молочный, хлопкосбыта и мехторга.
Первоначально в соцгороде планировали построить театр. В честь будущего культурного заведения была названа улица — Театральная. Но вместо театра был сооружён клуб имени Калинина (совр. Детский дом им. Калинина), который открылся в 1945 году.

## Архитектурный стиль
Многие здания соцгорода построены в стиле сталинского ампира. При строительстве домов № 1, № 3 по ул. Республиканской и № 49, № 49а по ул. Трикотажной использовались типовые проекты Новосибсоцстроя, основанные на проектах бригады Эрнста Мая.